# Facundo Rodríguez Fábregas
Facundo Rodríguez Fábregas (Mendoza, Argentina, 14 de noviembre de 1990) es un futbolista argentino que juega de defensa central.

## Trayectoria

### En Argentina.
Realizó las divisiones inferiores en Godoy Cruz donde formó parte del plantel profesional las temporadas 2010 - 2011, posteriormente continuó en el Tomelloso. Luego volvió a Argentina en el 2012 a jugar en Guaymallen. 
En 2013 es pretendido por Sport Club Pacífico jugando la temporada 2013-2014. Después de esa temporada volvió en el 2015 al Club Guaymallén donde terminó la temporada con 5 goles en 20 partidos. 
En 2016 fue refuerzo de Gutiérrez Sport Club. 
En julio de 2016 es refuerzo de Deportivo Maipú para el torneo Federal A. 
En abril del 2006 fue citado a la Selección Argentina Súb 17.

## Clubes
| Club                 | País      | Año         |
| -------------------- | --------- | ----------- |
| Godoy Cruz           | Argentina | 2011        |
| Tomelloso            | España    | 2011 - 2012 |
| Guaymallen           | Argentina | 2012 - 2013 |
| Pacífico             | Argentina | 2013 - 2014 |
| Guaymallen           | Argentina | 2014 - 2015 |
| Gutiérrez            | Argentina | 2016        |
| Deportivo Maipú      | Argentina | 2016-2020   |
| Huracán de Las Heras | Argentina | 2020-2021   |
| AC Tuttocuoio        | Italia    | 2021        |
| VF Colligiana        | Italia    | 2021-2022   |
| Huracán de Las Heras | Argentina | 2022-2023   |
| ACD Bianco Calcio    | Italia    | 2024-       |